# قومنجان
قومِنجان روستایی در دهستان پسکوه بخش سده شهرستان قائنات استان خراسان جنوبی ایران است. بر پایه سرشماری عمومی نفوس و مسکن در سال ۱۳۹۰ جمعیت این روستا ۱٬۲۶۳ نفر (در ۲۹۷ خانوار) بوده‌است.